# Lejla Achmerovová
Lejla Begňazovna Achmerovová (rusky Лейла Бегнязовна Ахмерова; * 1. května 1957 Andižon, Uzbecká SSR) je bývalá sovětská hráčka pozemního hokeje, členka týmu, který na letních olympijských hrách 1980 v Moskvě vybojoval bronzové medaile. V turnaji nastoupila pouze v zápase s Indií, který sovětské reprezentantky vyhrály 3:1.